# Jack Browne (baron Craigton)
Pour les articles homonymes, voir Browne.
Jack Nixon Browne, baron Craigton (3 septembre 1904 - 28 juillet 1993) est un homme politique conservateur écossais.

## Jeunesse
Fils d'Edwin Gilbert Izod, il adopte le patronyme Browne en 1920 car sa famille ressentait son patronyme plus inhabituel comme un handicap.
Formé au Cheltenham College, Browne sert pendant la Seconde Guerre mondiale en tant que capitaine de groupe par intérim dans le Commandement des ballons de la Royal Air Force. Il reçoit le CBE en 1944.

## Carrière politique
Il se présente en vain dans la circonscription ouvrière de Glasgow Govan en 1945, mais est élu député pour le siège en 1950, le tenant jusqu'en 1955. Il est ensuite élu député de Glasgow Craigton en 1955, occupant ce siège jusqu'en septembre 1959, date à laquelle il est élevé à la Chambre des lords.
Il est secrétaire parlementaire privé du secrétaire d'État pour l'Écosse de 1952 à avril 1955, date à laquelle il est nommé sous-secrétaire d'État parlementaire pour l'Écosse. En novembre 1959, il est créé pair à vie, en tant que baron Craigton, de Renfield dans le comté de la ville de Glasgow.
En octobre 1959, il est promu ministre d'État de l'Écosse, occupant ce poste jusqu'en octobre 1964. Il est nommé conseiller privé en 1961. Il occupe plus tard un certain nombre de positions commerciales importantes, notamment président de United Biscuits Holdings, et est associé à des groupes environnementaux comprenant le World Wildlife Fund.